# Arbeitsgemeinschaft Küstenschutz
Die Arbeitsgemeinschaft Küstenschutz (ARGE Küstenschutz) war ein Zusammenschluss zweier selbständiger, in der Schleppschifffahrt sowie im Bereich der maritimen Dienstleistungen agierenden Unternehmen:
- Bugsier GmbH & Co. KG, Hamburg
- Fairplay Reederei GmbH, Hamburg

Ziel der ARGE Küstenschutz war der Betrieb von Notschlepper im Auftrag der Wasser- und Schifffahrtsverwaltung des Bundes und somit die Gewährleistung des Schutzes der Küste bei Schiffshavarien. Grundlage ist das Deutsche Notschleppkonzept der Wasserstraßen- und Schifffahrtsverwaltung des Bundes. Zu diesem Zweck betrieb die ARGE die beiden Notschlepper Nordic und Baltic, Pontons, Seebergungskräne und Ölunfallbekämpfungsfahrzeuge. Zur Unterstützung der Besatzung eines Havaristen bei der Herstellung einer Notschleppverbindung oder, um eingreifen zu können, wenn ein Havarist von der Besatzung verlassen worden ist, unterhielt die ARGE Küstenschutz zwei Boarding-Teams.
Durch die Übernahme der Bugsier-Gruppe durch die Fairplay-Gruppe sind nun alle Aktivitäten der vormaligen Arbeitsgemeinschaft unter dem Dach der Fairplay Towage Group mit der Konzernmutter Fairplay Schleppdampfschiffs-Reederei Richard Borchard GmbH vereint. Neben den bereits durch die ARGE Küstenschutz eingesetzten Schleppern Nordic und Baltic betreibt die Fairplay-Gruppe seit 2022 auch den in Stade stationierten Notschlepper Fairplay-25.